# Fußball-Verbandsliga Schleswig-Holstein 1997/98
Die Verbandsliga Schleswig-Holstein wurde zur Saison 1997/98 das 51. Mal ausgetragen und bildete den Unterbau der viertklassigen Oberliga Hamburg/Schleswig-Holstein. Die erstplatzierte Mannschaft stieg direkt auf, während die zweitplatzierte Mannschaft Relegationsspiele gegen den Zweitplatzierten der Verbandsliga Hamburg bestreiten musste (abhängig von den Absteigern aus der Regionalliga Nord). Die Mannschaften auf den drei letzten Plätzen mussten in die Landesliga absteigen.

## Vereine
Im Vergleich zur Saison 1996/97 veränderte sich die Zusammensetzung der Liga folgendermaßen: TSV Altenholz war in die Oberliga Hamburg/Schleswig-Holstein auf-, während TSB Flensburg und 1. FC Phönix Lübeck aus der Oberliga Hamburg/Schleswig-Holstein abgestiegen waren. Die vier Absteiger hatten die Verbandsliga verlassen und wurden durch die drei Aufsteiger Husumer SV (Aufstieg 31 Jahre nach dem Abstieg von Husum 18 bzw. 33 Jahre nach dem Abstieg von Frisia Husum), TSV Lägerdorf (Wiederaufstieg nach 28 Jahren) und SV Enge-Sande (erstmals in der höchsten Amateurliga Schleswig-Holsteins) ersetzt.
| Verein              | Stadt      | Kreis                 | Qualifikation                                         |
| ------------------- | ---------- | --------------------- | ----------------------------------------------------- |
| TSB Flensburg       | Flensburg  |                       | Absteiger aus der Oberliga Hamburg/Schleswig-Holstein |
| 1. FC Phönix Lübeck | Lübeck     |                       | Absteiger aus der Oberliga Hamburg/Schleswig-Holstein |
| TuS Felde           | Felde      | Rendsburg-Eckernförde | 2. Platz 1996/97                                      |
| FC Kilia Kiel       | Kiel       |                       | 3. Platz 1996/97                                      |
| SV Sereetz          | Ratekau    | Ostholstein           | 4. Platz 1996/97                                      |
| Rendsburger TSV     | Rendsburg  | Rendsburg-Eckernförde | 5. Platz 1996/97                                      |
| Schleswig 06        | Schleswig  | Schleswig-Flensburg   | 6. Platz 1996/97                                      |
| Eichholzer SV       | Lübeck     |                       | 7. Platz 1996/97                                      |
| SV Ellerbek         | Kiel       |                       | 8. Platz 1996/97                                      |
| SC Comet Kiel       | Kiel       |                       | 9. Platz 1996/97                                      |
| SV Eichede          | Steinburg  | Stormarn              | 10. Platz 1996/97                                     |
| Holstein Kiel II    | Kiel       |                       | 11. Platz 1996/97                                     |
| Flensburg 08        | Flensburg  |                       | 12. Platz 1996/97                                     |
| Husumer SV          | Husum      | Nordfriesland         | Aufsteiger aus der Landesliga Nord                    |
| SV Enge-Sande       | Enge-Sande | Nordfriesland         | Aufsteiger aus der Landesliga Nord                    |
| TSV Lägerdorf       | Lägerdorf  | Steinburg             | Aufsteiger aus der Landesliga Süd                     |

## Saisonverlauf
Die Meisterschaft und den direkten Aufstieg in die Oberliga Hamburg/Schleswig-Holstein sicherte sich der TuS Felde. Der Zweitplatzierte 1. FC Phönix Lübeck musste Aufstiegsspiele gegen den Zweiten der Verbandsliga Hamburg bestreiten, wo er sich gegen den Glashütter SV durchsetzen konnte. Die letzten drei Mannschaften mussten aus der Verbandsliga absteigen: der SV Eichede nach vier Spielzeiten, der SV Enge-Sande nach einer Saison und die zweite Mannschaft von Holstein Kiel fünf Jahre nach ihrem Aufstieg.

### Tabelle
| Pl. | Verein                  | Sp. | S  | U  | N  | Tore    | Diff. | Punkte |
| --- | ----------------------- | --- | -- | -- | -- | ------- | ----- | ------ |
| 1.  | TuS Felde               | 30  | 20 | 6  | 4  | 076:250 | +51   | 66     |
| 2.  | 1. FC Phönix Lübeck (A) | 30  | 16 | 9  | 5  | 055:370 | +18   | 57     |
| 3.  | Eichholzer SV           | 30  | 16 | 6  | 8  | 058:440 | +14   | 54     |
| 4.  | Flensburg 08            | 30  | 15 | 5  | 10 | 046:510 | −5    | 50     |
| 5.  | TSV Lägerdorf (N)       | 30  | 13 | 7  | 10 | 071:450 | +26   | 46     |
| 6.  | FC Kilia Kiel           | 30  | 13 | 7  | 10 | 072:520 | +20   | 46     |
| 7.  | SV Sereetz              | 30  | 10 | 11 | 9  | 045:470 | −2    | 41     |
| 8.  | SV Ellerbek             | 30  | 11 | 7  | 12 | 041:440 | −3    | 40     |
| 9.  | Husumer SV (N)          | 30  | 9  | 12 | 9  | 044:520 | −8    | 39     |
| 10. | TSB Flensburg (A)       | 30  | 8  | 12 | 10 | 046:490 | −3    | 36     |
| 11. | Schleswig 06            | 30  | 8  | 11 | 11 | 041:480 | −7    | 35     |
| 12. | Rendsburger TSV         | 30  | 8  | 9  | 13 | 050:580 | −8    | 33     |
| 13. | SC Comet Kiel           | 30  | 7  | 11 | 12 | 040:510 | −11   | 32     |
| 14. | SV Eichede              | 30  | 7  | 10 | 13 | 040:670 | −27   | 31     |
| 15. | Holstein Kiel II        | 30  | 7  | 6  | 17 | 040:590 | −19   | 27     |
| 16. | SV Enge-Sande (N)       | 30  | 3  | 9  | 18 | 037:730 | −36   | 18     |

| (M) | Staffelsieger der Verbandsliga Schleswig-Holstein 1996/97     |
| (A) | Absteiger aus der Oberliga Hamburg/Schleswig-Holstein 1996/97 |
| (N) | Aufsteiger aus der Landesliga Schleswig-Holstein 1996/97      |